# 1957年のテレビ (日本)
1957年のテレビ（1957ねんのテレビ）では、1957年（昭和32年）の日本におけるテレビジョン放送全般の動向についてまとめる。

## 主なできごと
NHKが5地域で、民放が北海道の札幌地域で初の開局。
- NHKは、5月29日に松山と小倉（後の北九州）で、6月1日に静岡で、12月23日に金沢と岡山で各々テレビ局が開局・本放送を開始。
- 民放では4月1日に北海道放送の札幌テレビ局が開局・本放送を開始。民放のテレビ・ラジオ兼営局としては3社目となる。

テレビチャンネルの割当が、最終的に12チャンネルまでに拡大
5月21日には11チャンネルに拡大され、10月15日には、12チャンネルまでに拡大された（後述）。
予備免許の交付が相次ぐ。
この年郵政省は、7月8日に富士テレビジョン（後のフジテレビジョン）、日本教育テレビ（後のテレビ朝日）、大関西テレビジョン放送（後の関西テレビ放送）、およびNHKの岡山、金沢、熊本、鹿児島の4局に（この時の郵政大臣は平井太郎）、10月15日にはNHK教育テレビ（Eテレ）の最初の局として同東京局が、同月22日には民放34社36局、NHK（総合）の7局（室蘭、盛岡、福島、長野、新潟、防府（山口）、高知）にテレビジョン放送の予備免許を交付（当時の郵政大臣、田中角栄による大量予備免許）。その内、年内ではNHKの岡山・金沢の2局が開局している。
テレビ番組
- 10月4日に、インドのネール首相が国賓として来日。翌々日の6日に、同首相が宿泊している東京・迎賓館から特別番組『ネール首相にきく』をNHK・日本テレビ・KRテレビ3局同時に中継放送。
- 前年の日本テレビに続き、NHKが10月7日に早朝放送を開始。この日に、早朝番組として『テレビ体操』が放送を開始。
- 毎年8月6日に広島平和記念公園にて行われている『広島平和記念式典（広島市原爆死没者慰霊式並びに平和祈念式）』を、この年大阪テレビ放送がテレビ初の実況中継。
- 日本テレビで、刑事ドラマの草分け『ダイヤル110番』が放送開始。
- KRテレビ
  - この年の芸術祭参加番組のドラマ3本（『ぶっつけ本番』、『姫重態』、『人命』）の企画と成果に対し、民放のテレビ番組では初の芸術祭賞を受賞。
  - 初の国産テレビ映画『ぽんぽこ物語』放送。
- レギュラーでは、前記の他に、以下の番組が放送を開始。
  - NHK:『国会討論会』、『きょうの料理』
  - 日本テレビ:『ミユキ野球教室』、『婦人ニュース』
  - KRテレビ（→TBS）:『時事放談』
  - 大阪テレビ放送（→朝日放送テレビ）:『全国高等学校野球選手権大会』

カラーテレビ実験放送
- 12月28日、NHK東京と日本テレビで、一般のテレビ放送（VHFチャンネル）を使ってのNTSC方式によるカラーの実験放送が開始。
- この年は前述の実験放送開始前の5月に、東京国際見本市で米RCA社のカラー送受装置を使ったカラーテレビ実験が公開されたり、NHK放送技術研究所で国産初のカラー受像管（19型）の試作品が完成したりしている。

## できごと
1月
- 14日 - NHK、学校放送番組を拡充、午後の部を新設する。[1]
- 17日 - NHK、ユネスコ本部の依頼を受け、農村向けテレビ集団視聴実験番組『のびゆく農村』放送開始（ - 4月11日、全13回）。これによる実験調査を、文部省と共同で全国64か所で開始。[1]
- 21日 - 郵政省、「テレビジョン放送用周波数の割当計画基本方針の修正案」を発表。テレビのチャンネルを11チャンネル制とし、教育専門テレビ局設置の方針も決定。[1]
- 30日 - NHK、南極予備観測隊の上陸成功を速報。以後越冬隊と宗谷の動きを随時放送する。[1]

2月
- 1日
  - NHK、大阪放送局にフィルム現像所が完成し、テレビニュースに大阪発が加わる。[1]
  - 民放連の足立正会長（当時ラジオ東京（後のTBSホールディングス）社長）、「チャンネル割り当て基本方針」に対する要望として、民放のテレビ局の免許に際し、既にラジオを開局している会社に免許を付与し、テレビ・ラジオ兼営にする優先配慮への希望を表明。[1]
- 12日 - ラジオ東京（KRテレビ、後のTBSテレビ）・中部日本放送（後のCBCテレビ）・北海道放送（HBC)・大阪テレビ放送（OTV、後の朝日放送テレビ）の4社、テレビニュースのネットワーク協定を決議。[1]

3月
- 1日 - 日本テレビ、放送時間を午後11時まで延長（1日の放送時間はレギュラー番組だけで約10時間）。[2]
- 10日 - 大阪テレビ放送、大阪府立体育会館からの大相撲3月場所の中継に於いて、キネレコ装置を活用、分解写真の新機軸を行う。[3]
- 13日 - 大阪テレビ放送、自社初のプロ野球中継『大阪タイガース 対 毎日オリオンズ』を放送。[3]
- 17日 - 日本テレビで御幸毛織一社提供の『ミユキ野球教室』[注 1]放送開始（ - 1990年3月25日）。

4月
- 1日
  - 北海道放送（HBC）、札幌地域で初のテレビ局を開局（呼出符号：JOHR-TV）[1]。民放のテレビ・ラジオ兼営局としては3社目となる。
  - 日本テレビ、『婦人ニュース』放送開始（ - 1969年1月17日）。[4][5]
- 3日 - 民放連、平井太郎郵政大臣（当時）に、テレビチャンネルプラン早期割り当てと民放優先免許、教育テレビ局の設置などに関する要望書を提出。席上、平井大臣は「テレビ番組に30%程度の教育番組挿入」、「ローカル番組自主制作を全然考えない地方局申請者には不許可の方針」などを表明する。[1]
- 10日 - NHK、テレビ番組改定。教育・教養番組を充実し、定時放送時間を1日平均6時間25分に増加。[1]
- 18日 - 日本テレビ、カラーテレビ実験放送の免許を郵政省に申請。[1][5]
- 21日
  - 大阪テレビ放送で、漫才コンビの中田ダイマル・ラケット主演による同局初の時代劇コメディ『ダイラケのびっくり捕物帖』放送開始。共演は藤田まこと、森光子ほか（ - 1960年5月22日、全161回）。[3]
  - NHK、中山競馬場からの『競馬実況』（メインの「皐月賞」を含む3レース）[6]にて、電気シャッター式コマ撮り録画装置の使用を開始。[1]
- 24日 - NHK、『南極観測船宗谷帰国実況』を、東京日の出桟橋から中継放送。[1][7]

5月
- 1日 - NHK、学校放送の午前の部の枠を増設。これで同放送は、1日3教科60分の放送となる。[1]
- 5日 - 東京国際見本市で、米RCA社のカラー送受装置を使い、カラーテレビ実験を公開する。[1]
- 12日 - 中部日本放送、カラーテレビ実験局の免許を郵政省に申請。[1]
- 18日 - 大阪テレビ放送、カラーテレビ実験局の免許を郵政省に申請。[1]
- 20日
  - 日本テレビ、読売会館内に「読売ホール（通称:NTVホール）」が完成。これを記念して、杮落し番組『テレビ・ジャズ歌謡曲大会』を放送。[5]
  - 民放連、カラーテレビ放送に関し、技術基準の早期決定と早期免許を要望する旨の要望書を郵政省に提出。[1]
- 21日 - 郵政省、「テレビジョン放送用周波数の割当計画基本方針」を修正、テレビのチャンネルを11チャンネル制にすることを決定。[1][5]
- 23日 - NHK放送技術研究所、国産初のカラー受像管（19型）の試作品が完成。[1]
- 29日
  - NHK、松山放送局（呼出符号：JOZK-TV 出力 映像:250W）と小倉（後の北九州）放送局（呼出符号：JOSK-TV）でテレビ局が開局。[1]
  - 民放連、郵政省が1月に発表した「テレビチャンネルプランおよび修正割り当て方針」について、テレビ放送の民放への優先免許等の意見書を提出。[1]
- 30日 - NHK、東京の最初のサテライト局として、長野市内に長野（善光寺平）テレビ中継実験局（出力 映像:25W）を無人で運用開始。[1]

6月
- 1日 - NHK、静岡放送局でテレビ局が開局（呼出符号：JOPK-TV）。
- 8日 - NHK、テレビ局を開局した地方の郷土紹介番組の放送を開始。この日は1週間前に静岡放送局が開局したことで『静岡散歩』を放送。翌9日には『松山散歩』、同月25日には『北九州散歩』をそれぞれ放送。以後、地方局制作『○○散歩』と題する郷土紹介番組多くなる。[1]
- 15日 - テレビ受信契約数50万突破。[1]
- 17日 - 民放連、テレビ早期免許と教育放送についての要望書を平井郵政大臣に再提出。[1]
- 19日 - 郵政省、11チャンネル制による「テレビジョン放送用周波数の割当計画表」（第1次チャンネルプラン）決定。 全国50地区、107局に割り当て（内教育専門局3局）。後に49地区、108局に修正。[1][5]
- 25日 - 日本テレビ、米テレビ映画（サイコサスペンスシリーズ）『ヒッチコック劇場』放送開始（途中中断時期を挟んで、1962年12月27日まで）。[1]
- 26日 - 郵政省・官庁・学会・メーカー・放送関係者で構成する「カラーテレビジョン調査会」が発足。[1][5]
- 月内 - 文部省、教育テレビ放送について、「学習指導要領に準拠した学校放送番組の制作」、「民放免許の条件として30%以上の教育教養番組編成の義務付け」、「教育放送の全国中継措置（教育の機会均等化）」の要望を郵政省に申し入れ。[1]

7月
- 1日 - 北海道放送、『HBC教育放送』放送開始（週3回、民放初の学校向け教育放送。1960年8月まで）。[1]
- 8日 - 郵政省、富士テレビジョン（後のフジテレビジョン）、日本教育テレビ（後のテレビ朝日）、大関西テレビジョン放送（後の関西テレビ放送）、およびNHKの岡山、金沢、熊本、鹿児島の4局にテレビジョン放送の予備免許を交付。[1]
  - ▼日本教育テレビには次の条件が与えられた。[8]
    - ①1週間あたりの分類別時間比が教育53%以上、教養が30%以上（一般教養、音楽舞踊とスポーツ。文芸娯楽を含む）
    - ②番組編成には、一般有識者3分の2以上とする中正な審議機構を設ける。
    - ③この審議機構によって、番組編成の綱領を決定する。
    - ④学校向け放送には、広告を入れない。
    - ⑤教養番組以外の番組も、教育目的の達成を妨げないようにする。
    - ⑥他局に教育・教養番組が円滑に放送されるよう最善の努力をする。
    - ⑦郵政大臣が特に必要と認めて支持する事項は尊重する。
- 10日 - 第1次岸内閣発足に伴い、郵政大臣が平井太郎から田中角栄に交代。後に10月22日のテレビジョン放送局の大量予備免許へと繋がる。
- 28日 - KRテレビ、日曜日朝の政治をテーマにした座談会番組『時事放談』が放送開始。1987年3月29日まで続く長寿番組となった。[1][9]
- 29日 - 民放連、田中郵政大臣（当時）に、テレビ・チャンネルプラン策定に当たってはラジオ・テレビ兼営を優先するよう要望。[1]

8月
- 2日 - NHK、番組『科学実験室 - 蚊の観察』にて、特殊顕微鏡による映像を放送。[1]
- 6日 - 大阪テレビ放送、広島平和記念公園から『広島平和記念式典（広島市原爆死没者慰霊式並びに平和祈念式）』を、テレビ初の実況中継。[3]
- 9日 - NHK、東大付属病院から『胃の手術実況』を中継。[1]
- 12日 - 大阪テレビ放送、この日の『第39回全国高等学校野球選手権大会』の開会式から、民放テレビとして同大会の実況中継を開始（以後、朝日放送（後の朝日放送テレビ）に引き継がれ、2024年8月現在も継続）。[3]
- 24日 - 日本テレビ、開局4周年記念として、自社・北海道放送・中部日本放送・大阪テレビ放送との4元中継番組『テレメンタリー・日本の旅』を放送。[1][10]
- 25日 - NHK、『第35回全日本選手権競漕大会 -エイト決勝』を、戸田コースから中継放送。[1]
- 26日 - 民放連、テレビ免許に関連する番組規制問題で、田中郵政大臣が言論機関代表者らと「テレビ懇談会」を開催。ここで田中郵政大臣は、「番組審議会は民放連等の民間団体に任せる」と言明。[1]
- 29日 - NHK、5月30日に実験局として開設した長野（善光寺平）テレビ中継局が本放送を開始。[1]

9月
- 2日 - NHKと日本テレビ、第29回国際ペン大会開会式を東京・産経ホールから中継。[1]
- 3日 - 日本テレビで刑事ドラマの草分け『ダイヤル110番』放送開始（ - 1964年9月6日、全364回。ヤクルト一社提供）。[1][10]
- 17日 - 民放連の足立会長、電波監理審議会主催のテレビ・チャンネルプラン修正案に対する会合で政策の一貫性を要望。[1]
- 18日 - NHK、『第1号原子炉完成式実況』を、茨城県東海村原子力研究所から中継。この模様は日本テレビへ、NHKとしては民放への初の映像分配を行う。[1]
- 20日 - 民放連、この日の同理事会にて、番組の自主規制のため「番組審議会」設置を決定。[1]
- 28日 - 大阪テレビ放送、中継番組『自衛隊の朝』を放送。ここで、日本で初めて自衛隊大型ヘリからの中継を行う。[1][3]

10月
- 5日 - 日本テレビ、皇族初のレギュラー出演番組『オリエントの旅』放送開始（全13回。出演:三笠宮崇仁）。[1][10]
- 6日 - NHK・日本テレビ・KRテレビが、同月4日に国賓として来日した、インドのネール首相が宿泊している東京・迎賓館から特別番組『ネール首相にきく』を3局同時に中継放送。[1][11][12]
- 7日 - NHK、テレビの早朝放送を開始（午前7～8時）。早朝放送の番組として、『けさのニュース』、『テレビ体操』、『朝のしらべ』、『話の散歩』が放送開始。『テレビ体操』は2025年6月現在も継続中。[1][13]
- 13日 - NHK、『第4回日本伝統工芸展』を東京・日本橋三越会場から中継。[1]
- 15日 - いずれも郵政省
  - NHK教育テレビ（Eテレ）の最初の局として、同東京局に予備免許を交付（1959年1月10日開局）。[1]
  - 「テレビジョン放送用周波数の割当計画基本方針」と「テレビジョン放送用周波数の割当計画表」の一部修正を決定。修正内容の主旨は以下の通り。[1]
    - 白黒式テレビジョン放送用周波数割当の総合的な方針。ブースター、サテライト局へも適用。
    - 京阪神地区の12チャンネル使用（教育用）など規定。
- 22日 - 郵政省、民放34社36局、NHKの7局（室蘭、盛岡、福島、長野、新潟、防府（山口）、高知）にテレビジョン放送の予備免許を交付（当時の田中郵政大臣による大量予備免許）。[1][10]
- 24～27日 - 日本テレビ、霞ヶ関カンツリー倶楽部でのプロゴルフトーナメント「カナダ・カップ」の模様を、プロゴルフトーナメントの試合では日本初のテレビ実況生中継を行う。[10]
- 26日 - NHK、『国会討論会』放送開始（1993年1月31日まで。その後『政治座談会』、『経済座談会』の番組も統合し『討論』という番組になり、1994年4月10日からは『日曜討論』に改題、2025年6月現在も継続中）。[1]
- 27日 - KRテレビ、『東芝日曜劇場』にて、第12回芸術祭参加ドラマ『ぶっつけ本番』放送（作:永野肇・小笠原基生、出演:垂水五郎 ほか）。この年の芸術祭賞を、翌月放送の『姫重態』、『人命』と共に、民放テレビ番組としては初の受賞。[1][14][15]

11月
- 1日 - 日本教育テレビ（後に全国朝日放送→テレビ朝日に改称、後のテレビ朝日ホールディングス[注 2]）設立（1959年2月1日開局）。
- 4日 - NHK、テレビ番組改定。報道・社会・教養番組を強化、また放送時間を増やし、1日平均7時間55分となる。[1]
  - この改定を受け、この日から料理番組『きょうの料理』が放送開始（2025年6月現在もEテレで継続中）。[1]
- 6日 - KRテレビ、ソ連（当時）の人工衛星「スプートニク1号」の世界初の動画フィルム撮影に成功。AP通信を通じ、全世界に報道する。[1][16][17]
- 11日 - KRテレビ、初の国産テレビ映画『ぽんぽこ物語』放送。[1][18]
- 18日
  - 富士テレビジョン設立（後にフジテレビジョンに改称、後のフジ・メディア・ホールディングス[注 3]）（1959年3月1日開局）。
  - KRテレビ、第12回芸術祭参加ドラマ『姫重態』放送（作:北城秀司、出演:松本幸四郎・山田五十鈴 ほか）。前述の『ぶっつけ本番』、後述の『人命』と共に芸術祭賞を受賞。[1][15]
- 19日 - 北海道放送が、第1回テレビカメラ耐寒試験を、手稲山山頂の氷点下8度（-8℃）の環境にて実施。[1]
- 25日 - KRテレビ、第12回芸術祭参加ドラマ『人命』放送（作:キノトールほか、出演:柳永二郎 ほか）。前述の『ぶっつけ本番』、『姫重態』と共に芸術祭賞を受賞。[1][15]
- 30日 - KRテレビ、米テレビ映画『名犬ラッシー』放送開始。[1]

12月
- 6日 - 大阪テレビ放送、当時の田中郵政大臣より、朝日放送との合併促進を勧告される。[3]
- 12日 - NHK、東京で通常テレビ放送チャンネル（VHF:3ch）を使ったカラーテレビ実験局の免許を郵政省に申請。[19]
- 23日 - NHK、金沢放送局（呼出符号：JOJK-TV 出力 映像:1kW）と岡山放送局（呼出符号：JOKK-TV）でテレビ局が開局。[20]
- 26日 - 郵政省、NHKと日本テレビのVHFカラーテレビ実験局に予備免許を交付[19][21]。日本テレビでは、この日の17時から試験放送を行う[22]。
- 27日 - 郵政省、NHKと日本テレビのVHFカラーテレビ実験局に本免許を交付。[1]
- 28日 - 前述の本免許交付を受け、NHK東京（呼出符号：JOAK-TVX）と日本テレビ（呼出符号：JOAX-TVX）が、通常のテレビ放送（VHF）を使ったカラーテレビ実験放送を開始。[1][19]
- 31日
  - 『第8回NHK紅白歌合戦』放送（東京宝塚劇場から中継）。
  - 『NHK紅白歌合戦』の裏番組として、KRテレビ（後のTBSテレビ）にて、前年と前々年に放送した金鶴香水（のちに「丹頂株式会社」に改称、後のマンダム）一社提供特別番組『オールスター（丹頂）歌合戦』を引き継ぐ形で、年末大型特別番組『オールスター大行進』を放送。1968年まで12年継続する。

## 開局・放送開始
- 4月1日 - 北海道放送（札幌）[1]

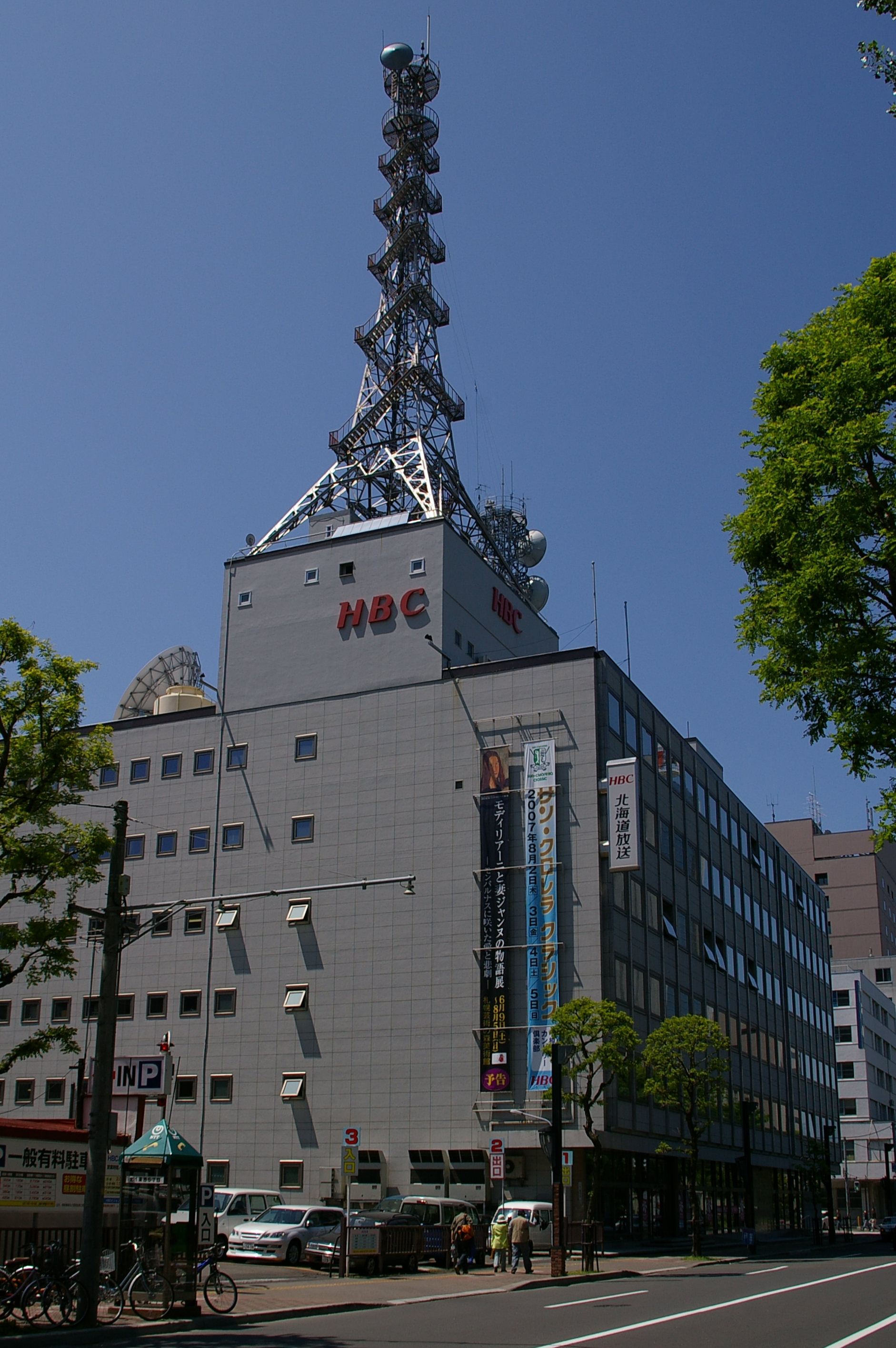
北海道放送（4月1日テレビ放送開始。写真は札幌放送会館〈1959年完成、2020年の新築移転まで使用〉）

- 5月29日 - NHK松山、小倉テレビジョン
- 6月1日 - NHK静岡テレビジョン
- 12月23日 - NHK金沢、岡山テレビジョン

## テレビ番組

### テレビドラマ
- アイ・ラブ・ルーシー（NHK）
- 月曜日の秘密（日本テレビ）
- 眠狂四郎無頼控（日本テレビ）
- 宮本武蔵（日本テレビ）
- ダイヤル110番（日本テレビ）
- ヒッチコック劇場（日本テレビ）
- 名犬ラッシー（KRテレビ）
- ありちゃんのおかっぱ侍（KRテレビ）
- 水戸黄門漫遊記（KRテレビ）
- キンピラ先生青春記（KRテレビ）
- 赤胴鈴之助（KRテレビ）
- ぽんぽこ物語（KRテレビ）[18][23]
- ダイラケのびっくり捕物帖（大阪テレビ→朝日放送）

### バラエティなど諸分野
- のびゆく農村（NHK）
- 日本の芸能（NHK）
- ここに人あり（NHK）
- 生活の知恵（NHK）
- テレビ体操（NHK）
- 国会討論会（NHK）
- きょうの料理（NHK）
- わが家の健康（NHK）
- ドキュメンタリー 日本の素顔（NHK）
- スポーツ・グラフ（NHK）
- 私だけが知っている（NHK）
- ミユキ野球教室（日本テレビ）
- 婦人ニュース（第1期）（日本テレビ）
- ビクター歌のパレード（日本テレビ）
- テレメンタリー 日本の旅（日本テレビ）
- テレビのおばちゃま（日本テレビ）
- ナショナルサンデープレゼント 日曜テレビ観劇会（日本テレビ）
- 時事放談（KR→TBS）
- 源平芸能合戦（KR→TBS）
- オールスター大行進（KR→TBS） - 12月31日放送。1968年まで継続。
- 健太君の探偵（中部日本放送）